# Najibullah Najm
Najibullah Najm  (ur. w 1985 lub 1986) – afgański lekkoatleta, młociarz.

## Rekordy życiowe
- Rzut młotem – 17,44 (2004) rekord Afganistanu[3][1]